# Giulio Verzeletti
Giulio Verzeletti (Telgate, 30 settembre 1957) è un motociclista e pilota di rally italiano.

## Carriera

### Rally Dakar

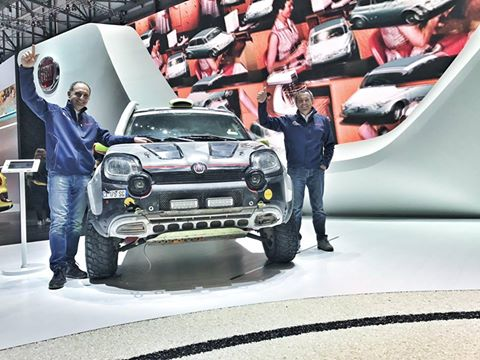
La PanDakar al Salone di Ginevra nel 2017.

Ha partecipato complessivamente a 16 Rally Dakar, sia con moto che con auto che con camion; tra il 1996 ed il 2004 ha partecipato con varie moto (Kawasaki, Honda, Ktm, Yamaha), mentre nel 2005 è arrivato 2º in categoria Marathon-moto con Ktm. Nel 2006 è arrivato 17ª categoria camion su Mercedes Unimog 400 e secondo classe fino a 10000 c.c., mentre l'anno seguente con il medesimo veicolo si è piazzato al 41º posto su 90 partecipanti nella sua categoria di competenza Nel 2009 fa da co-pilota a Giacomo Vismara, sempre su un Mercedes Unimog 400. Prende poi parte anche alle edizioni 2011, 2012 e 2013 sempre con lo stesso mezzo, col quale nel 2013 si piazza 5º nella categoria Camion fino a 10000 c.c.; prende poi parte anche alle edizioni 2014, 2015 e 2017: in quest'ultima edizione, la quindicesima a cui partecipa in carriera, conclude la gara nella categoria automobili in coppia con Antonio Cabini con una FIAT Panda del team Orobica Raid (soprannominata "PanDakar"), con la quale aveva già partecipato alle tre edizioni precedenti, concluse però con altrettanti ritiri: si tratta della prima Dakar portata a termine da un'automobile italiana, oltre che dalla prima Dakar conclusa da una vettura ricavata da un'utilitaria. Partecipa alla Dakar anche nel 2018, con un camion; conclude la gara con un ritiro.

### Altre competizioni
Nel 2008 ha preso parte alla Africa Eco Race, al Rally Transorientale da San Pietroburgo a Pechino, nel quale si è piazzato 7º nella sua categoria (camion) su un Mercedes Unimog 400 (medesimo mezzo con cui aveva già partecipato a due Dakar negli anni precedenti) ed al Rally di Tunisia. Nel 2009 arriva 3º al Baja Spain e Hungarian Baja (Mondiale Rally Tout Terrain), con una Fiat Panda 4x4.

### Rally Dakar
| Anno | Classe | Scuderia                  | Vettura                   | Pilota                    | Pos. | TV |
| ---- | ------ | ------------------------- | ------------------------- | ------------------------- | ---- | -- |
| 1996 | Moto   |                           | ?                         | -                         | Rit  | 0  |
| 1997 | Moto   | Honda XR 400              | 44º                       | -                         | 0    |    |
| 1998 | Moto   | Honda XR 400              | Rit                       | -                         | 0    |    |
| 2000 | Moto   | Yamaha WR400F             | 74°                       | -                         | 0    |    |
| 2003 | Moto   | Max Motors Rally          | KTM 525 EXC               | -                         | Rit  | 0  |
| 2004 | Moto   |                           | KTM 450 EXC               | -                         | Rit  | 0  |
| 2005 | Moto   | Rit                       | KTM 450 EXC               | -                         | 0    |    |
| 2006 | Camion | Mercedes-Benz Unimog U400 | 15º                       | -                         | 0    |    |
| 2007 | Camion | Mercedes-Benz Unimog U400 | 41º                       | -                         | 0    |    |
| 2011 | Auto   | Fiat PanDAKAR             | Loris Calubini            | Rit                       | 0    |    |
| 2012 | Camion | Mercedes-Benz Unimog U400 | -                         | 47º                       | 0    |    |
| 2013 | Camion | Mercedes-Benz Unimog U400 | -                         | Orobica Raid              | 37°  | 0  |
| 2014 | Auto   |                           | -                         | Fiat PanDAKAR             | Rit  | 0  |
| 2015 | Camion | Orobica Raid              | Mercedes-Benz Unimog U400 | Antonio Cabini            | 40°  | 0  |
| 2017 | Auto   |                           | Fiat PanDAKAR             | -                         | ?    | 0  |
| 2018 | Camion | Mercedes-Benz Unimog      | Antonio Cabini            | Rit                       | 0    |    |
| 2020 | Camion | Orobica Raid              | Antonio Cabini            | Mercedes-Benz Unimog U400 | 25°  | 0  |
| 2021 | Camion | Orobica Raid              | -                         | Mercedes-Benz Unimog U400 | Rit  | 0  |
| 2025 | Camion | Orobica Raid              | -                         | Iveco Powerstar           | 15°  | 0  |